# 宇都宮德馬
宇都宮德馬（1906年9月24日—2000年7月1日），日本左翼政治人物、商人，朝鮮軍司令官宇都宮太郎之子。出身於東京府（現東京都），曾經受父親影響而入讀東京陸軍幼年學校，其後升讀水戶高等學校和京都帝國大學，期間成為馬克思主義信徒並且加入了河上肇的社會科學研究會，其後因為反對治安維持法而被捕入獄。第二次世界大戰以後，加入自由民主黨，成為黨內最親蘇、親朝鮮、親中國的派系，並且多次參選參議員和眾議員，曾擔任日中友好協會的會長。